# بيدرو سانشيز
بيدرو سانشيز (بالإسبانية: Pedro Antonio Sánchez Moñino)‏ (12 ديسمبر 1986 أسبي إسبانيا - ) هو لاعب كرة قدم إسباني يلعب كلاعب وسط.

## روابط خارجية
- بيدرو سانشيز على موقع قاعدة بيانات كرة القدم.إي يو (الإنجليزية)
- بيدرو سانشيز على موقع Soccerway.com (الإنجليزية)
- بيدرو سانشيز على موقع AS.com (الإسبانية)